# Luftfahrtforschungsanstalt
Luftfahrtforschungsanstalt (en français : Institut de recherche aéronautique (LFA)), également appelé Luftfahrtforschungsanstalt Hermann-Göring (en français : Institut de recherche aéronautique Hermann-Göring) est une installation secrète allemande  sur le fuselage, la propulsion des aéronefs et les essais d'armement des avions durant la Seconde Guerre mondiale. Elle est implantée à Völkenrode en Allemagne.

## Généralités
La base Luftfahrtforschungsanstalt est l'installation de recherche de l'aviation la plus avancée et la plus vaste d'Allemagne en dehors du centre d'essai et de formation aéronautique faisant partie du réseau Erprobungsstelle (de) à Rechlin.
Située à proximité de Völkenrode, en périphérie ouest de Brunswick, il s'agit d'un site de 485 ha. Les travaux d'aménagement démarrent en juillet 1935 : aménagement des pistes, créations des routes d'accès, creusement de tunnels, créations des bâtiments et logements du personnel. Ils s'étalent jusqu'en novembre 1936 date de lancement de la première soufflerie.  La plupart des soixante bâtiments, dispersés à travers le site, ne dépassent pas la cime des arbres et sont tous camouflés pour réduire le risque qu'ils soient détectés par la reconnaissance aérienne et éviter qu'ils ne soient des cibles. En effet, en application du traité de Versailles, l'Allemagne a interdiction d'effectuer toute recherche aéronautique dans le domaine du vol propulsé.
Le 10 février 1936, l'Institut allemand de recherche sur l'aviation (DFL) est créé sous la forme d'une association. Dès 1938, il est rebaptisé  Institut de recherche aéronautique Hermann Göring, en allemand : Luftfahrtforschungsanstalt Hermann Göring, en abrégé LFA.

## Source
- (en) Cet article est partiellement ou en totalité issu de l’article de Wikipédia en anglais intitulé « Luftfahrtforschungsanstalt » (voir la liste des auteurs).